# Aderus flavipalpis
Aderus flavipalpis é uma espécie de inseto besouro da família Aderidae. Foi descrita cientificamente por George Charles Champion em 1893.

## Distribuição geográfica
Habita no México.